# Neserigone nigriterminorum
Neserigone nigriterminorum är en spindelart som först beskrevs av Ryoji Oi 1960.  Neserigone nigriterminorum ingår i släktet Neserigone och familjen täckvävarspindlar. Inga underarter finns listade i Catalogue of Life.